# المحبات الأربع
المحبات الأربع هو كتاب للمؤلف سي. إس. لويس يستكشف فيه طبيعة الحُب من وجهة نظر مسيحية وفلسفية من خلال التجارب الفكرية. كُتب الكتاب على أساس مجموعة من الحوارات الإذاعية من العام 1958 والتي انتُقدت في الولايات المتحدة في ذلك الوقت لصراحتها حول الجنس.

## حُب الحاجة/المنح
مُنطلقًا من كلمات القديس جون «الله محُبة»، اعتقد لويس بتعارض «حُب الحاجة» (مثل حُب الطفل لأمه) و «حُب المنح» (المتجسد بحُب الله للبشرية)، للاستخفاف بالأخير. ومع ذلك فقد أدرك بسرعةٍ أن حتى الطبائع لهذه التصنيفات الأساسية للحُب هي أكثر تعقيدًا مما بدت في البداية: حاجة الطفل إلى راحة الأبوين هي ضرورة، وليست تدليلًا أنانيًا، بينما على العكس فيمكن أن يكون حُب المنح الأبوي في شكله المبالغ فيه إفسادًا.

## المتع
يستمر لويس باختباره لاستكشاف طبيعة المُتعة، مُميزًا متع الحاجة (مثل الماء للشخص العطشان) ومتع التقدير، مثل حُب الطبيعة. طوَّر من الأخير ما أسماه العنصر الثالث للحُب... الحُب التقديري، ليتناسب مع حُب الحاجة وحُب المنح.
خلال بقية كتابه، يمضي لويس في مقارنة ذلك التمييز الثلاثي، والكمي مع أربعة أنواع رئيسية مُشارٌ إليها في عنوانه.
في الفصول الأربعة المتبقية، يبحث لويس في الحُب تحت أربع تصنيفات («الأعلى لا يقف دون الأسفل»)، وهذا مبنيٌ جزئيًا على كلمات الحُب الإغريقية الأربع: العشق، الصداقة، الشبق، والإحسان. يوضح لويس بأن لوسيفر (رئيس الملائكة السابق) حَرَفَ نفسه بالغرور وسقط في الفساد، وكذلك أيضًا بإمكان الحُب -يُعتقد بشكل واسع أنه شعور شرير- أن يصبح فاسدًا عن طريق اعتبار نفسه ما ليس هو عليه.
التناول الخيالي لهذه المحُبات هو الموضوع الرئيسي لرواية لويس بعنوان «إلى أن تكون لنا وجوه».

## المحبات الأربع

### ستورغي – رابطة التعاطف
ستورغي (storgē، باليونانية: στοργή) هو الإعجاب بشخص من خلال ولع الألفة، وأفراد العائلة أو الناس الذين يرتبط معهم الشخص بطرق مشابهة وبخلاف أولئك الذين وجدوا أنفسهم مرتبطين بالصدفة. مثال على هذا هو الحُب الطبيعي وعشق الأبوين للطفهما. يُوصف هذا بأنه أكثر أنواع المُحبّات طبيعيةً، وعاطفيةً، وانتشارًا على نطاق واسع: من الطبيعي أن يكون موجودًا دون إجبارٍ عليه، وعاطفيٌ لأنه نتيجة الولع بسبب الألفة، والأكثر انتشارًا على نطاق واسع لأنه يُبدي أقل اهتمام بتلك الخصائص التي تُعتبر «قيمة» أو جديرة بالحُب وكنتيجة، يستطيع تجاوز العوامل التمييزية. يصفها لويس بالحُب المبني على الاعتماد والذي يُهدَدُ بالانقراض في حال عدم تلبيته للاحتياجات.  
يشتمل العشق بالنسبة إلى لويس على كلٌ من حُب الحاجة وحُب المنح. واعتبَره مسؤولًا عن9⁄10 من السعادة البشرية الثابتة والدائمة.
ومع ذلك، قوة العشق هي أيضًا ما تجعله سريع التأثر. يقول لويس إن العشق يظهر على أنه «مُدمج» أو «جاهز»، وكنتيجة لذلك يتوقعه الناس بعض النظر عن تصرفاتهم وعواقبه الطبيعية. في كل من شكليه كحاجة وكمنح، ويكون العشق عُرضةً «للفساد»، وأن تفسده قوى مثل الغيرة، والازدواجية، والإخماد.

### فيليوس – رابطة الصداقة
فيليوس (philíos، Greek: φιλία) هو الحُب بين الأصدقاء المقربين مثل الأخوَّة في قوته واستمراريته. الصداقة هي الرابط القوي الموجود بين الناس الذين يتشاركون في قيمٍ واهتماماتٍ أو أنشطةٍ مشتركة. يُفرِّق لويس مباشرةً بين حُب الصداقة وأنواع الحُب الأخرى. ويصف الصداقة على أنها «أقل حُب بيولوجيًا، وعضويًا، وغرائزيًا، واجتماعيًا، وضرورةً... أقل أنواع الحُب طبيعيةً.» لا يحتاج جنسنا البشري إلى الصداقة من أجل التكاثر، ولكن بالنسبة إلى العوالم التقليدية وعوالم العصور الوسطى فهو يعتبر مستوى أعلى من الحُب لأن اختياره يكون بشكل حر.
يُبين لويس أن الصداقات الحقيقية، مثل الصداقات بين ديفيد وجوناثان في الإنجيل، تكاد أن تكون فنًا ضائعًا. يُعبر عن كراهيته القوية للطريقة التي يتجاهل بها المجتمع الحديث الصداقة. يُدون عدم قدرته على تذكر أي قصيدة مجَّدت الصداقة الحقيقية مثل التي بين ديفيد وجوناثان، أوريستيس وبيلاديس، رولاند وأوليفر، أميس وأميليس. ويمضي لويس في ليقول: «بالنسبة إلى القدماء، بدت الصداقة أكثر أنواع الحُب سعادةً وأكثرها إنسانيةً بشكل كامل؛ تاج الحياة ومدرسة الفضيلة والعالم الحديث، بالمقابل، يتجاهلها.»
تنمو الصداقة من العلاقات بين الأشخاص، وكانت بالنسبة إلى لويس حُبا تقديريًا بعمق، رغم أنه شيء شَعَرَ بأن أشخاصًا قلة في المجتمع الحديث يُقدرون قيمته، لأن قلة قليلة منهم فقط جَرَّبَ الصداقة الحقيقية.
مع ذلك، لم يُعمى لويس عما يخص مخاطر الصداقة، مثل احتمالية التكتل، ومعاداة السلطوية والتكبُّر.